# Гартман, Яков
Яков фрайхерр фон Га́ртман (нем. Jakob Michael Karl Freiherr von Hartmann; 4 февраля 1795, Майкаммер, Южный Вайнштрассе — 23 февраля 1873, Вюрцбург, Королевство Бавария) — баварский генерал, барон, участник Франко-прусской войны.

## Биография
Родился в семье Георга Гартмана и Барбары Гейтер, дядя по материнской линии, французский генерал Жан Мишель Гейтер. Присоединился к французской армии в 1804 году как пехотинец 15-го полка от инфантерии. Два года спустя был переведён в пехотный полк Великого герцогства Берг. После отпуска в Сен-Сир-л’Эколь назначен вторым лейтенантом.
В декабре 1811 года повышен до старшего лейтенанта. По итогам кампании 1814 и 1815 годов в составе 27-го пехотного полка награждён орденом Почётного легиона.
В 1816 году переведён в 10-й баварский полк в звании старшего лейтенанта. В 1818 году занял пост в топографическом бюро. В 1822 году — командующий группой пионеров. В 1827 году стал военным министров Баварии. В октябре 1842 года назначен адъютантом Максимилиана II.
В декабре 1843 года был посвящён в рыцари и получил приписку «фон» к своей фамилии. В 1844 году повышен до звания подполковник. После восшествия на престол короля Максимилиана II был назначен личным адъютантом короля; произведён в полковники.
28 ноября 1848 года произведён в генерал-майоры. В июне 1849 года получил в командование бригаду 2-й дивизии Королевства Баварии.
23 февраля 1861 года произведён в генерал-лейтенанты. В том же году назначен главой гарнизона города Вюрцбург. Во время Австро-прусской войны 1866 года командовал 4-й дивизией Королевства Бавария в сражениях под Россдорфом и Хеттштадтатом. После поражения Австрии и союзников продолжил командовать дивизией. 
28 апреля 1867 года он был назначен командиром 14-го пехотного полка и 8 января 1869 года произведён в генералы от инфантерии.
После начала Франко-прусской войны 1870-71 годов, сражался на стороне Пруссии. В ходе военного конфликта командовал 2-й армейским корпусом входившая в корпус армейский корпус во главе с Людвигом фон дер Танном. Участвовал в битве при Вейсенбурге, битве при Вёрте и битве при Седане. 
После того как прусские войска пришли к окрестностям Парижа, участвовал в столкновениях при Бур-ла-Рен и Сенте‑э‑Марне. 19 сентября 1870 года победил генерала Дюкро при Со. После окончания войны до конца жизни командовал корпусом. 

## Титулы
- рыцарь (Ritter von Hartmann) (18 декабря 1843)
- барон (Freiherr von Hartmann) (5 июля 1871)

## Награды
Королевства Бавария:
- Орден Заслуг Баварской короны, рыцарский крест (1854)[5]
- Орден Заслуг Святого Михаила, командорский крест (1860)[6]
- Орден Людвига (Бавария)[нем.] почётный крест (1965)[7]
- Военный орден Максимилиана Иосифа, рыцарский крест (4 июля 1866)[8]
- Военный орден Максимилиана Иосифа, большой крест (19 сентября 1870)[9]
- Орден «За военные заслуги», большой крест (1870)
- Памятный знак ветерана[нем.]
- Медаль в память войны 1870-71 годов
- Армейский памятный знак 1866 года[нем.]

Прочие:
- Орден Почётного легиона, рыцарский крест (Франция)[10]
- Орден Почётного легиона, большой офицерский крест (Франция)
- Орден Спасителя, рыцарский крест (королевство Греция)[11]
- Орден Спасителя, большой командорский крест (1859, королевство Греция)
- Королевский Гвельфский орден, рыцарский крест (королевство Ганновер)
- Орден Филиппа Великодушного, большой крест (великое герцогство Гессен)
- Австрийский императорский орден Леопольда, командорский крест (Австрийская империя)
- Орден Железной короны 2-го класса (Австрийская империя)
- Орден Красного орла 3-го класса (королевство Пруссия)[12]
- Орден Красного орла 1-го класса (королевство Пруссия)
- Орден Короны 1-го класса с мечами (1870, королевство Пруссия)
- Железный крест 1-го класса (1870, королевство Пруссия)
- Орден Святого Владимира 4-й степени (Российская империя)
- Орден Саксен-Эрнестинского дома, большой крест с мечами
- Орден Вюртембергской короны командорский крест (королевство Вюртемберг)
- Орден «Pour le Mérite» (1 марта 1872, королевство Пруссия)[13]